# Pyjamasparty
Pyjamasparty är en fest där man kommer klädd i pyjamas. Det är oftast äldre barn och tonåringar som har dessa. Gästerna sover över, det är själva anledningen till att man har pyjamas på sig från början. Det är dock sällan sömnen står i fokus under partyt. Det man gör på ett pyjamasparty är upp till den som håller i det. Oftast är det lekar och underhållning i form av film som är höjdpunkten. Det som däremot nästan alltid förekommer på ett pyjamasparty är middag eller snacks eftersom pyjamaspartyn alltid förekommer på eftermiddagen. Dessutom brukar det bjudas på frukost.
Traditionellt har pyjamaspartyn oftast hållits av flickor men 1996 rapporterade amerikanska Newsweek att pyjamaspartyn i USA i allt större utsträckning kommit att inkludera barn och ungdomar av båda könen. En av orsakerna förklarades vara att man ville hålla ungdomarna hemmavid samt att det minskade risk för sexuella aktiviteter eftersom de befann sig i grupp under samma tak.